# حماد بن أسامة
أَبُو أُسَامَةَ حَمَّادُ بنُ أُسَامَةَ بنِ زَيْدٍ الكُوْفِيُّ (120- 201هـ/ 739- 817م)، هو مَوْلَى بَنِي هَاشِمٍ، وَيُقَالُ: وَلاَؤُهُ لِزَيْدِ بنِ عَلِيٍّ. وَقِيْلَ: بَلْ مَوْلَى الحَسَنِ بنِ سَعْدٍ؛ مَوْلَى الحَسَنِ بنِ عَلِيٍّ. وصفه الذهبي بـ«الحَافِظُ، الثَّبْتُ»، وَكَانَ مِنْ أَئِمَّةِ العِلْمِ. وُلِدَ: فِي حُدُوْدِ العِشْرِيْنَ وَمائَةٍ.

## اسمه ونسبه
هو حمّاد بن أُسامة بن زيد بن سليمان القرشي، مولاهم، ويُكنّى بـ أبي أُسامة الكوفي. وهو من موالي بني هاشم، وقيل إن ولاءه كان لآل زيد بن علي بن الحسين، وقيل: للحسن بن سعد من بني هاشم. نشأ في الكوفة، وكان من كبار رواة الحديث ومن أعلامها في القرن الثاني الهجري.

## روايته للحديث النبوي
- حَدَّثَ عَنْ: هشام بن عروة، والأعمش، وابن أبي خالد، وإدريس بن يزيد الأودي، وأجلح الكندي، وأحوص بن حكيم الشامي، وأسامة بن زيد الليثي، وبريد بن عبد الله بن أبي بردة، وبهز بن حكيم، وحاتم بن أبي صغيرة، وحبيب بن الشهيد، والحسن بن الحكم النخعي، وسعد بن سعيد الأنصاري، وحسين بن ذكوان المعلم، وسعيد الجريري، وطلحة بن يحيى، ومجالد، وعوف، وهاشم بن هاشم الزهري، ومحمد بن عمرو، وفضيل بن مرزوق، ومالك بن مغول، وابن أبي عروبة، وشعبة، وسفيان، وسليمان بن المغيرة، ومساور الوراق، ويحيى بن سعيد الأنصاري وخلق كثير.[2]
- رَوَى عَنْهُ: عبد الرحمن بن مهدي، والشافعي، وقتيبة، والحميدي، وأحمد، وإسحاق، وأبو خيثمة، وإبراهيم بن سعيد الجوهري، وابنا الدورقي، وابنا أبي شيبة، وإسحاق الكوسج، والحسن الحلواني، وأحمد بن الفرات، ودحيم، وعبيد بن إسماعيل، ومحمد بن رافع، ومحمد بن عبد الله المخزومي، ومحمود بن غيلان، وهارون الحمال، ومحمد بن عثمان بن كرامة، وخلق سواهم.[2]

## شيوخه
تلقى حمّاد بن أسامة العلم عن عدد كبير من شيوخ الحديث، وقد تتلمذ على يد كبار علماء الكوفة وغيرهم، ومن أبرز شيوخه:
- هشام بن عروة
- سليمان الأعمش
- زائدة بن قدامة
- شعبة بن الحجاج
- سفيان الثوري
- إدريس بن يزيد الأودي
- إسرائيل بن يونس
- أبو إسحاق الفزاري
- حماد بن زيد
- زكريا بن أبي زائدة
- سعيد بن أبي عروبة
- مالك بن مغول
- شرحبيل الجعفي
- عبد الرزاق بن همام

وغيرهم كثير ممن وردت أسماؤهم في كتب التراجم.

## تلاميذه
روى عن حمّاد بن أسامة عدد كبير من كبار المحدثين والأئمة الذين كان لهم أثر بالغ في تدوين السنة، ومن أبرز تلاميذه:
- أحمد بن حنبل
- يحيى بن معين
- إسحاق بن راهويه
- محمد بن إدريس الشافعي
- علي بن المديني
- أبو كريب محمد بن العلاء
- محمد بن رافع النيسابوري
- أبو خيثمة زهير بن حرب
- عبد الله بن محمد بن أبي شيبة
- عبد الرحمن بن مهدي
- محمد بن المثنى
- هناد بن السري
- عبد الله بن الزبير الحميدي

وغيرهم كثير ممن رووا عنه وانتشر علمه بينهم.

## أقوال العلماء فيه
أقوال علماء الجرح والتعديل فيه:
- قال أبو حاتم الرازي: «صدوق».
- وقال أحمد بن حنبل: «ثقة ومرة: كان ثبتا ما كان أثبته لا يكاد يخطئ، ومرة: قال: صحيح الكتاب ضابطا للحديث كيسا صدوقا».
- وقال أحمد بن صالح الجيلي: «ثقة وكان يعد من حكماء أصحاب الحديث».
- وقال ابن حجر العسقلاني: «ثقة ثبت ربما دلس وكان بأخرة يحدث من كتب غيره، مرة: ضعفه الأزدي بلا مستند».
- قال الدارقطني: «ثقة حافظ، ومرة: ثقة، ومرة في كتاب الثقاات قال: ثبت».
- وقال الذهبي: «الحافظ حجة عالم أخباري».
- قال سفيان بن وكيع الرؤاسي: «كان من أسرق الناس لحديث جيد».
- قال عبد الباقي بن قانع البغدادي: «صالح الحديث».
- قال محمد بن سعد كاتب الواقدي: «ثقة مأمون كثير الحديث، يدلس ويبين تدليسه».
- قال يحيى بن معين: «ثقة».

## ضبطه للحديث ومنهجه في الرواية
كان حمّاد بن أسامة معروفًا بقوة ضبطه للحديث ودقة حفظه، حتى قيل إنه كتب بيده مئة ألف حديث. وقد أثنى عليه الإمام أحمد بن حنبل مرارًا فقال: "كان صحيح الكتاب، ضابطًا للحديث، كيسًا صدوقًا"، وفضّله على غيره من كبار المحدثين في الضبط والإتقان. كما عرف بمعرفته الواسعة بأخبار أهل الكوفة، وكان يُعد في زمن سفيان الثوري من النُّسّاك.

## وفاته
قَالَ العِجْلِيُّ: مَاتَ فِي شَوَّالٍ، سَنَةَ إِحْدَى وَمائَتَيْنِ، وَصَلَّى عَلَيْهِ مُحَمَّدُ بنُ إِسْمَاعِيْلَ بنِ عَلِيٍّ العَبَّاسِيُّ، وَكَبَّرَ عَلَيْهِ أَرْبَعًا. قَالَ البُخَارِيُّ: مَاتَ فِي ذِي القَعْدَةِ، سَنَةَ إِحْدَى وَمائَتَيْنِ، وَهُوَ ابْنُ ثَمَانِيْنَ سَنَةً.